# 邓中华 (1961年)
邓中华（1961年9月—），湖南长沙人，中国共产党第十九届中央纪律检查委员会委员、全國港澳研究會會長及前任國務院港澳辦副主任、党组成员，並因其於香港反修例運動中所扮演的角色而於2020年11月9日被美國財政部制裁。2022年3月，不再担任国务院港澳事务办公室副主任职务。